# Dapsildiastema
Dapsildiastema är ett släkte av steklar. Dapsildiastema ingår i familjen bracksteklar.
Kladogram enligt Catalogue of Life:
| Dapsildiastema | \| \| Dapsildiastema angustum \| \| \| \| \| \| Dapsildiastema crassum \| \| \| \| |
|                | \| \| Dapsildiastema angustum \| \| \| \| \| \| Dapsildiastema crassum \| \| \| \| |
|                | Dapsildiastema angustum                                                            |
|                |                                                                                    |
|                | Dapsildiastema crassum                                                             |
|                |                                                                                    |